# العوقين (أسلم)

تعديل مصدري - تعديل

العوقين هي إحدى قرى عزلة أسلم الشام بمديرية أسلم التابعة لمحافظة حجة، بلغ تعداد سكانها 341 نسمة حسب تعداد اليمن لعام 2004.